# Konzervativní strana (Wales)
Konzervativní strana (velšsky Ceidwadwyr Cymreig) je politická strana, součást britské konzervativní strany, která působí ve Walesu. Vznikla v roce 1921 sloučením tří provinčních sdružení. V roce 2011 měla strana čtrnáct křesel ve Velšském národním shromáždění, zatímco v Parlamentu Spojeného království jedenáct. V Evropském parlamentu jí zastupuje jedna osoba.